# David Edwards (football américain)
Pour les articles homonymes, voir David Edwards (homonymie).
(en) Statistiques sur pro-football-reference
David Edwards, né le 20 mars 1997 à Downers Grove en Illinois, est un joueur américain de football américain qui évolue au poste d'offensive guard. Il joue avec la franchise des Rams de Los Angeles dans la National Football League (NFL). Il a gagné le Super Bowl LVI avec les Rams.

## Biographie

### Carrière universitaire
Étudiant à l'université du Wisconsin, il joue avec les Badgers de 2015 à 2018.

### Carrière professionnelle
Il est sélectionné au cinquième tour, 169e rang au total, par les Rams de Los Angeles lors de la draft 2019 de la NFL.